# NGC 2702
NGC 2702 est une étoile située dans la constellation de l'Hydre. 
L'astronome allemand Wilhelm Tempel a enregistré la position de cette étoile en 1876.